# Pete's Dragon (2016)
Pete's Dragon (Nederlands: Peter en de Draak) is een Amerikaanse 3D-fantasyfilm uit 2016 onder regie van David Lowery. Het is een remake van de gelijknamige musicalfilm uit 1977.

## Verhaal
In het Pacific Northwest van de Verenigde Staten vindt forest ranger Grace Meacham een jongen genaamd Pete, die zes jaar lang in het woud woonde en overleefde dankzij de hulp van een draak genaamd Elliott. Samen met haar vader en Natalie, de dochter van de houtzagerij-eigenaar Jack, probeert Grace de identiteit van Pete en de waarheid over Elliott te ontdekken. Er ontstaan echter problemen wanneer de jager Gavin samen met Nathalie’s oom Karl de draak proberen te vangen.

## Rolverdeling
| Acteur              | Personage               |
| ------------------- | ----------------------- |
| Bryce Dallas Howard | Grace Meacham           |
| Oakes Fegley        | Pete                    |
| Wes Bentley         | Jack                    |
| Karl Urban          | Gavin                   |
| Oona Laurence       | Natalie                 |
| Robert Redford      | Mr. Meacham             |
| Isiah Whitlock Jr.  | Sheriff Dentler         |
| John Kassir         | Elliott de draak (stem) |

## Nederlandse stemmen
| Acteur               | Personage          |
| -------------------- | ------------------ |
| Roos van der Waerden | Grace Meacham      |
| Olivier Banga        | Pete               |
| Mike Weerts          | Jack               |
| Rutger le Poole      | Gavin              |
| Kyana Raine Pacis    | Natalie            |
| Kees van Lier        | Mr. Meacham        |
| Howard Komproe       | Sheriff Dentler    |
| Yannick Jozefzoon    | Woodrow            |
| Oscar Siegelaar      | Abner              |
| Simon Zwiers         | Bobby              |
| Dennis Willekens     | Hulpsheriff Smalls |
| Jannemien Cnossen    | Dokter Marquez     |

## Productie
In maart 2013 werd door Disney de reboot van hun film uit 1977 aangekondigd. De filmopnamen gingen van start in februari 2015 in Nieuw-Zeeland en eindigden op 30 april 2015.
De film ontving positieve kritieken van de filmcritici, met een score van 81% op Rotten Tomatoes.